# David Lee (Schlagzeuger)
David M. Lee junior (* 4. Januar 1941 in New Orleans; † 4. August 2021) war ein US-amerikanischer Jazzmusiker (Schlagzeug, Komposition).
Lee, der seine Karriere in seiner Heimatstadt bei Willie Tee and The Souls begann, wurde 1969 von Dizzy Gillespie auf dem New Orleans Jazz and Heritage Festival entdeckt, als er auf der Bourbon Street in der Band von George French spielte. Gillespie holte den Musiker in seine Band; mit Gillespies Quintett entstanden auch erste Aufnahmen (The Real Thing). In den folgenden Jahren arbeitete Lee außerdem mit Joe Zawinul, Roy Ayers, Lonnie Liston Smith, Sonny Rollins, Joe Williams, Charlie Rouse, Leon Thomas, Chet Baker, Mike Longo, Gary Burton, Larry Coryell, Grady Gaines, Richard Wyands und Hugh Lawson. 1973 nahm er das Soloalbum Evolution (Supernal) auf, mit Bob Cranshaw und George Davis als Gastmusiker. Seine Kompositionen sind von Baby Dodds, Paul Barbarin und Max Roach beeinflusst. In den 1980er-Jahren spielte er in New Orleans u. a. mit Germaine Bazzle und Ellis Marsalis. Im Bereich des Jazz war er zwischen 1969 und 1989 an 41 Aufnahmesessions beteiligt.
Ethan Iverson schrieb in seinem Nachruf, dass Lee in den Aufnahmen mit Sonny Rollins in den 1970er-Jahren „auf traditionelle Weise hart swingt, aber auch perfekt für all die unterschiedlichen Grooves, die der Jazz der 70er umfasst“.